# Charles Eames
Charles Ormond Eames, Jr (Saint Louis, 17 giugno 1907 – Saint Louis, 21 agosto 1978) è stato un designer, architetto e regista statunitense.

## Biografia
Era il secondogenito di Charles Eames Sr., ufficiale ferroviario, e di Marie Adele Celine Lambert. Aveva una sorella maggiore di nome Adele.
Charles Eames iniziò molto precocemente l'attività di progettista tanto da essere impiegato, già all'età di soli 14 anni, nei laboratori della Laclede Steel Company.
Studiò architettura all'Università Washington a Saint Louis. Propose ai suoi professori lo studio dell'opera di Frank Lloyd Wright ma, dapprima dissuaso dall'intento, fu poi espulso dalla scuola in quanto – si legge nel commento di uno dei professori - "il suo punto di vista era troppo moderno".
Una grande influenza ebbe su di lui l'architetto finlandese Eero Saarinen con cui condivise alcune esperienze professionali e di cui divenne amico. Nel 1938, su invito di quest'ultimo, si trasferì nel Michigan, dove studiò architettura alla Cranbrook Academy of Art, per poi insegnarvi successivamente divenendo anche direttore del dipartimento di disegno industriale.
Nel 1941 vinse, con Eero Saarinen, il concorso per il Museum of Modern Art di New York relativo all'Organic Design in Home Furnishing (lett. "design organico nell'arredamento domestico"). Il loro lavoro mostrò un nuovo modo di concepire il mobile in legno, sperimentando l'uso di compensato in legno curvato, come fatto pochi anni prima da Alvar Aalto. 
Nel 1948 Charles e Ray Eames parteciparono , con la poltrona La Chaise, alla International Competition for Low-Cost Design del Museum of Modern Art di New York, tenutosi in risposta al bisogno percepito del dopoguerra di mobili poco costosi e ben progettati per la famiglia media.
Alla fine degli anni quaranta fu coinvolto nel programma sperimentale Case Study Houses di edilizia residenziale, disegnando tra l'altro la propria casa, successivamente indicata come un esempio antesignano dell'architettura high-tech.
La produzione poliedrica degli Eames si sviluppò in diversi campi comprendendo, oltre al design, anche l'architettura e il cinema. Gli Eames infatti produssero e girarono circa 100 cortometraggi su diversi soggetti, prevalentemente, ma non solo, documentari.

## Vita privata
Nel 1941 si congiunse in seconde nozze con Ray Kaiser, pittrice, con cui condivise la successiva vita professionale. A seguito del matrimonio si trasferì a Los Angeles in California, dove fondò con la moglie quello che da allora in poi fu conosciuto come lo studio degli Eames.

## Opere (parziale)

### Design

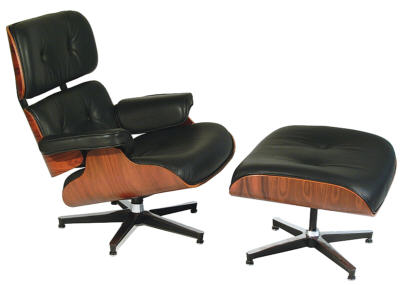
Lounge Chair e Ottomana (1956)

- Sedia Kleinhans 1939, collaborazione con Eero Saarinen
- Organic Armchair, presentata al Concorso Organic Furniture 1940, in collaborazione con Eero Saarinen
- Sedie per bambini 1945
- LCW (Lounge Chair Wood) 1945, ancora in produzione da più di 50 anni
- Tavolo circolare in legno 1945
- DCW  (Dining Chair Wood)  1946
- Eames RAR (Rocker Armchair Rod) Rocker 1948
- La Chaise, 1948, chaise longue in vetroresina
- Eames Eiffel, sedia in plastica 1950, anche in variante con braccioli
- Eames Desk and Storage Units 1950, mobili in acciaio, legno compensato, vetroresina e altri materiali innovativi
- Eames Sofa Compact, 1954
- Eames Lounge Chair 1956, chaise longue composta da poltrona con ottomana in legno compensato curvato e imbottiti, un grande successo, ancora oggi in produzione
- Sistema per ufficio in alluminio Aluminum Management Chair, 1958, ancora in produzione
- Sgabello in noce (3 tipi: A, B e C) 1960
- Tandem sling seating 1962
- Due sedie in plastica 1971

### Architettura
- Casa Meyer 1936-1938

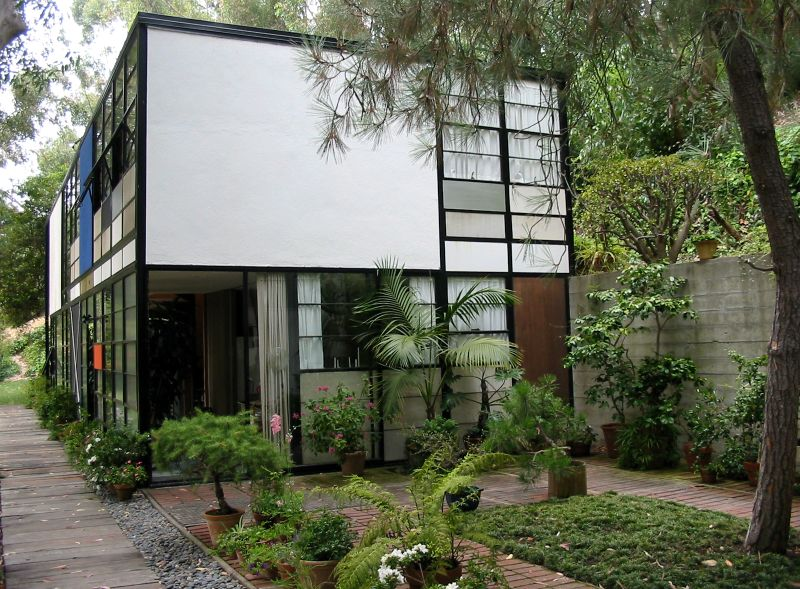
La Eames House a Pacific Palisades, in California

- Casa detta Bridge House Eero Saarinen, 1945
- Casa Eames, propria abitazione, programma Case Study House #8 1945
- Casa Entenza, programma Case Study House #9 (con Eero Saarinen) 1945-1949

### Allestimenti
- Glimpses of the USA, 7 quadri per la mostra degli USA a Mosca, 1959
- Mathematica, per l'IBM, 1961
- Padiglione IBM per l'Esposizione universale di New York del 1964
- Mostra Nehru: The man and his India, 1965
- Mostra The World of Franklin and Jefferson, per il bicentenario della fondazione degli Stati Uniti d'America nel 1975

## Filmografia parziale
- A Communications Primer (1953)
- Toccata for Toy Trains (1957)
- Image of the City (1969)
- Powers of Ten (1969)
- Fiberglass Chairs
- SX-70
- Eames Lounge Chair

## Riconoscimenti (parziale)
- 1961 - Kaufmann International Design Award
- 1977 - 25 Year American Institute of Architects Award
- 1979 - Queen's Gold Medal for Architecture